# Estudiantes de Mérida FC
Estudiantes de Mérida FC is een Venezolaanse voetbalclub uit Mérida. De club werd in 1971 opgericht.

## Erelijst
- Landskampioen

1980, 1985
- Copa de Venezuela

1971, 1975

## Bekende (oud-)spelers
- Juan Enrique García
- Richard Páez